# Dănuț Dumbravă
Dănuț Marin Dumbravă (n. 6 august 1981 în București) este un jucător român de rugby în XV. Evoluează pe postul de fundaș (fullback) sau mijlocaș la deschidere (fly-back).

## Carieră
S-a apucat de rugby la CSS 3 Steaua în 1995, după ce a fost remarcat de antrenorul Mihai Stoica. În 1999 s-a legitimat la CSA Steaua București, unde a jucat toată cariera. La aceasta formație, căreia i-a devenit căpitan, a cucerit patru Cupe ale României și trei titluri naționale SuperLiga. A fost inclus și în echipa de dezvoltare Lupii București, care evoluează în Challenge Cup. Este cunoscut pentru precizia și tehnica sa la transformări.
Și-a făcut debutul la echipa națională a României într-un meci amical cu Țara Galilor în noiembrie 2002. A făcut parte din selecția care a câștigat Cupa Națiunilor IRB în 2013. A participat la turneul final la Cupa Mondială de Rugby din 2003, cea din 2007, cea din 2011 și cea din 2015. Până în octombrie 2015, a strâns 73 de selecții în națională și a marcat 389 de puncte, înscriind trei eseuri.